# Breziny
Breziny (in ungherese Zólyomberezna) è un comune della Slovacchia facente parte del distretto di Zvolen, nella regione di Banská Bystrica.